# Mỏ (giải phẫu học)

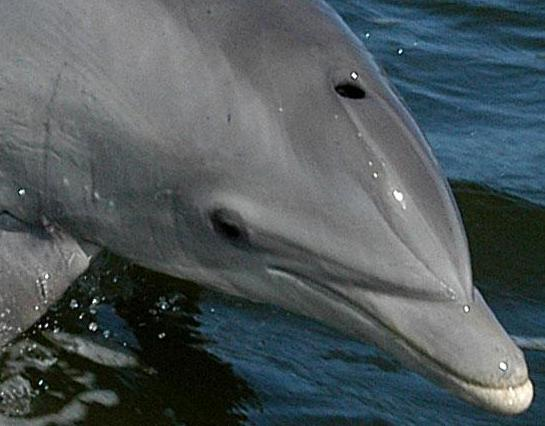
Rostrum (mỏ) của một con cá heo mũi chai

Trong giải phẫu học, thuật ngữ mỏ/ mõm hoặc rostrum (từ rostrum Latin có nghĩa là mỏ chim) được sử dụng cho một số cấu trúc không liên quan đến phát sinh trong các nhóm động vật khác nhau.

## Động vật không xương sống
- Trong động vật giáp xác, các rostrum là phần mở rộng về phía trước của carapace ở phía trước của mắt.[1] Nó thường là một cấu trúc cứng nhắc, nhưng có thể được kết nối bằng khớp bản lề, như đã thấy trong Leptostraca.[2]
- Trong số các loài côn trùng, các rostrum là tên cho xỏ lỗ phần miệng của trật tự bộ Cánh nửa. Mõm dài của mọt cũng có thể được gọi là rostrum.[3]
- Động vật thân mềm Gastropod có một rostrum hoặc vòi.[4]
- Động vật thân mềm có phần miệng giống cái mỏ cứng được gọi là rostrum.[5]

Invertebrate rostrums
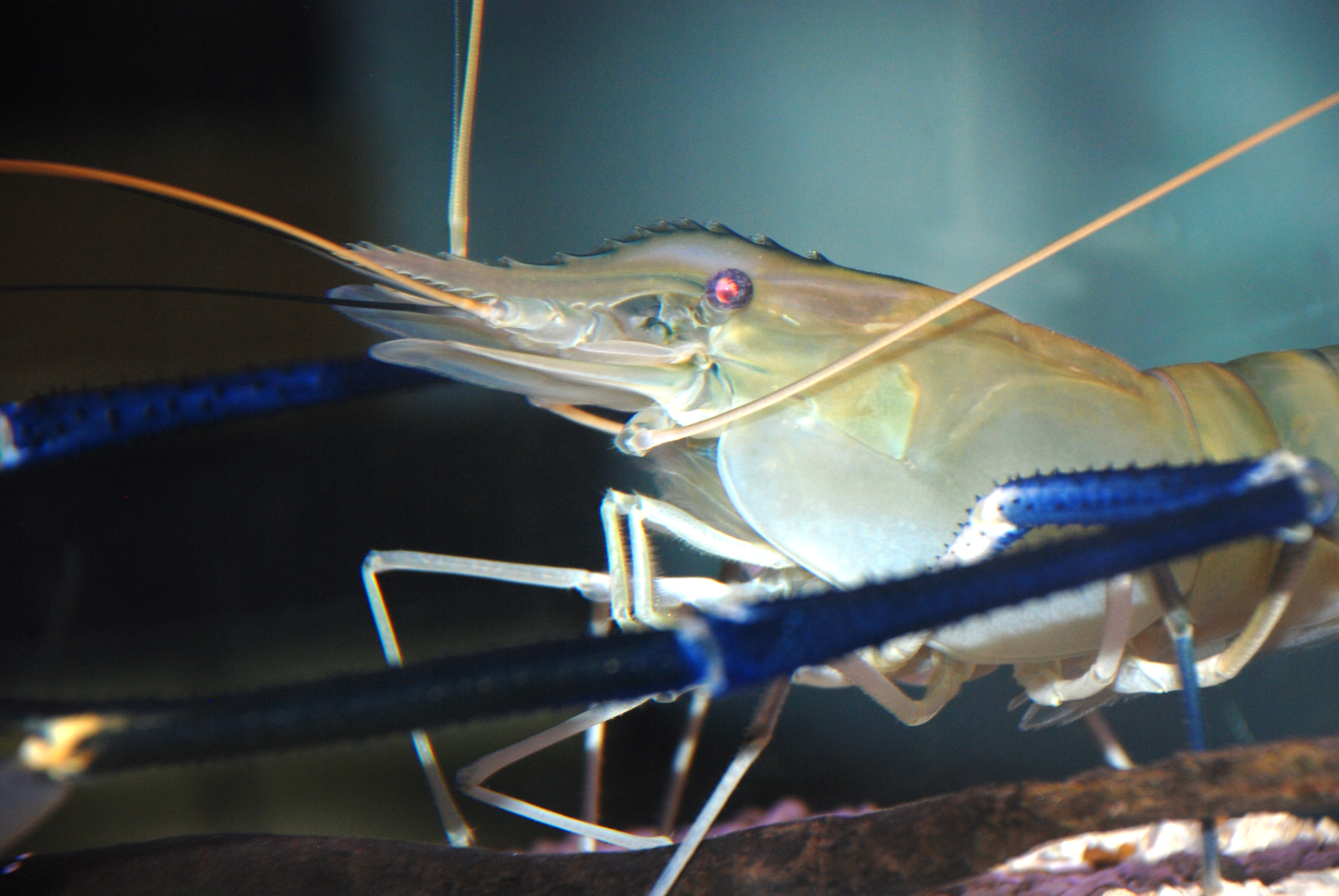
Giáp xác: các mỏ chim của tôm càng xanh Macrobrachium được răng cưa dọc theo hai mép.
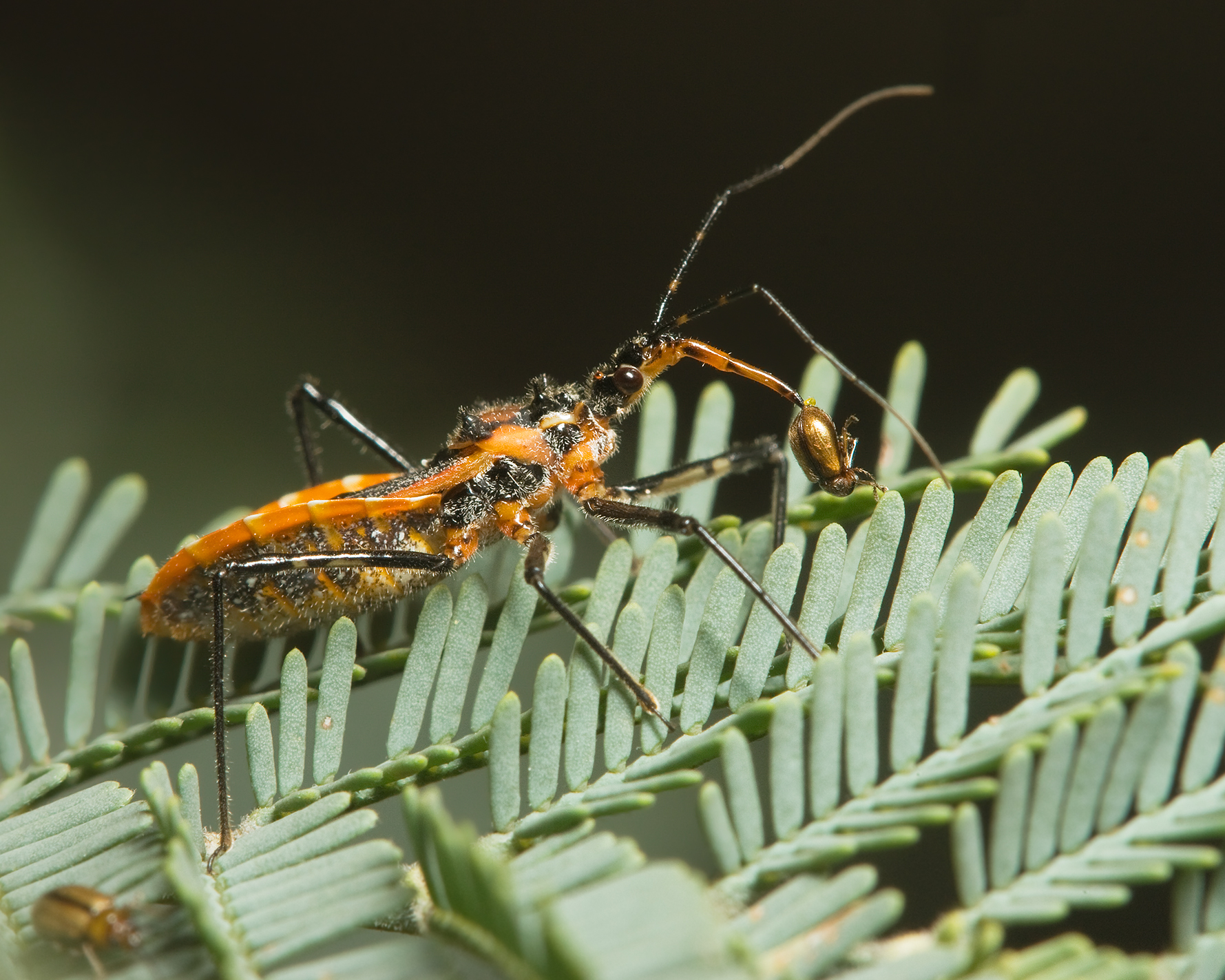
Côn trùng: con bọ sát thủ đâm con mồi bằng rostrum
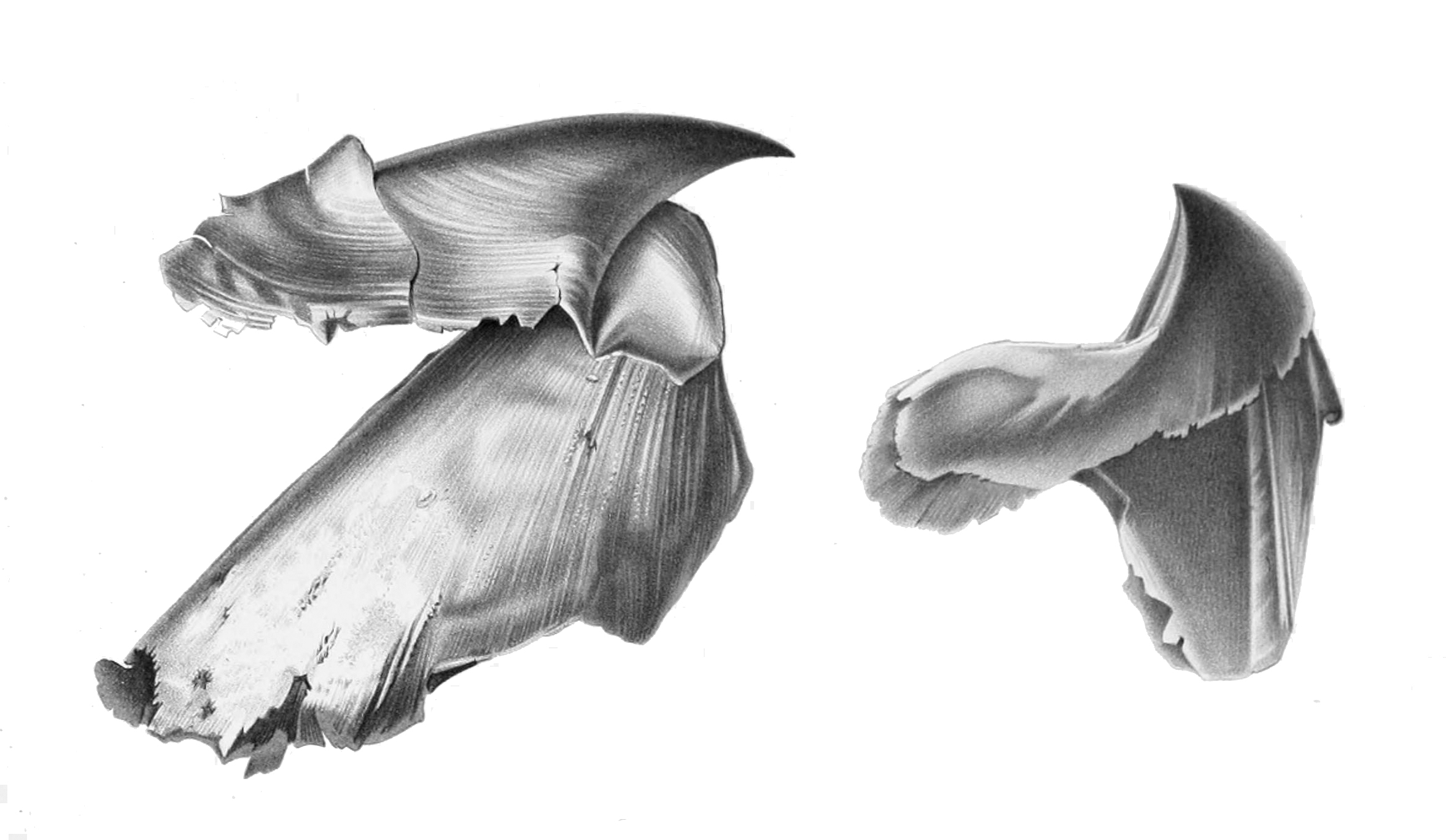
Cephalepad: mỏ hai phần của một con mực khổng lồ
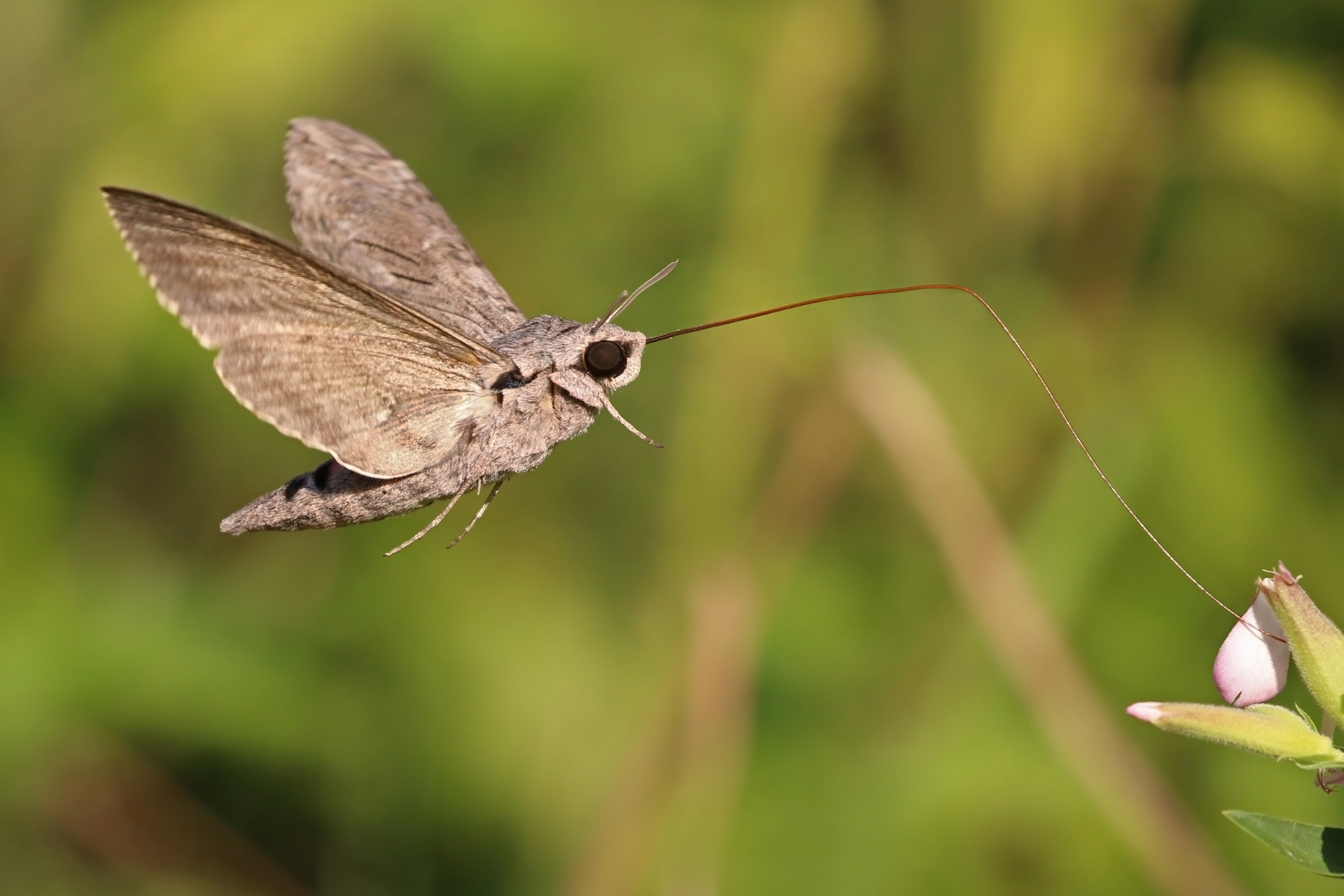
Prooscis của Convolvulus hawk-moth (Agrius confolvuli

## Động vật có xương sống

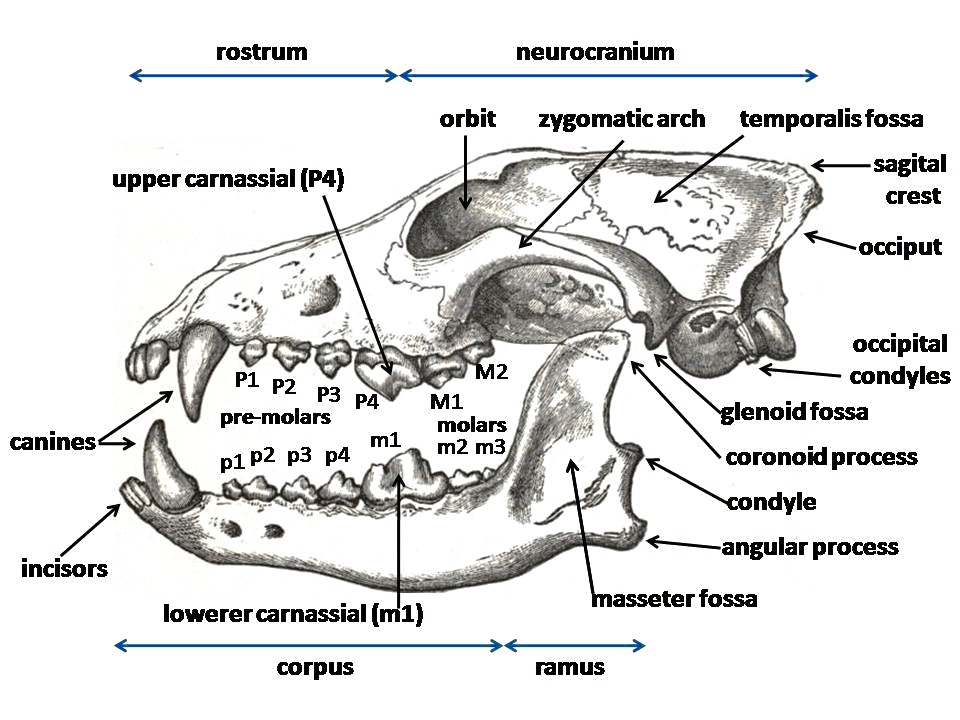
Sơ đồ hộp sọ sói với các tính năng chính được dán nhãn

Ở động vật có vú, rostrum là một phần của cranium nằm ở phía trước của vòm zygomatic, nơi nó giữ răng, vòm miệng và khoang mũi.
Mỏ hoặc mõm của động vật có xương sống cũng có thể được gọi là rostrum.
- Một số loài thuộc Bộ Cá voi, bao gồm cả cá voi có răng như cá heo[7][8] và cá voi bị mỏ, có rostrum phát triển từ xương hàm của chúng. Kỳ lân biển sở hữu một sợi dây thừng lớn (ngà) phát triển từ một chiếc răng nanh nhô ra.
- Một số loài cá có phần nhô ra vĩnh viễn mọc ra từ xương hàm trên. cá hàm dài (Họ Cá buồm, cá kiếm và Chi Cá buồm) sử dụng rostrums (bill) để chém và làm choáng con mồi. Cá mái chèo, cá mập yêu tinh và cá mập đầu búa có những sợi dây được đóng gói với chất điện phân báo hiệu sự hiện diện của con mồi bằng cách phát hiện điện trường yếu. Sawsharks và các loài cưa cực kỳ nguy cấp có rostrums (cưa) vừa nhạy cảm với điện và được sử dụng để cắt.[9] Các rostrum mở rộng bụng ở phía trước của cá. Trong trường hợp đầu búa, rostrum (búa) kéo dài cả hai bên và ngang (sang một bên).

Xương hàm trên của một số loài cá đã phát triển thành rostrums
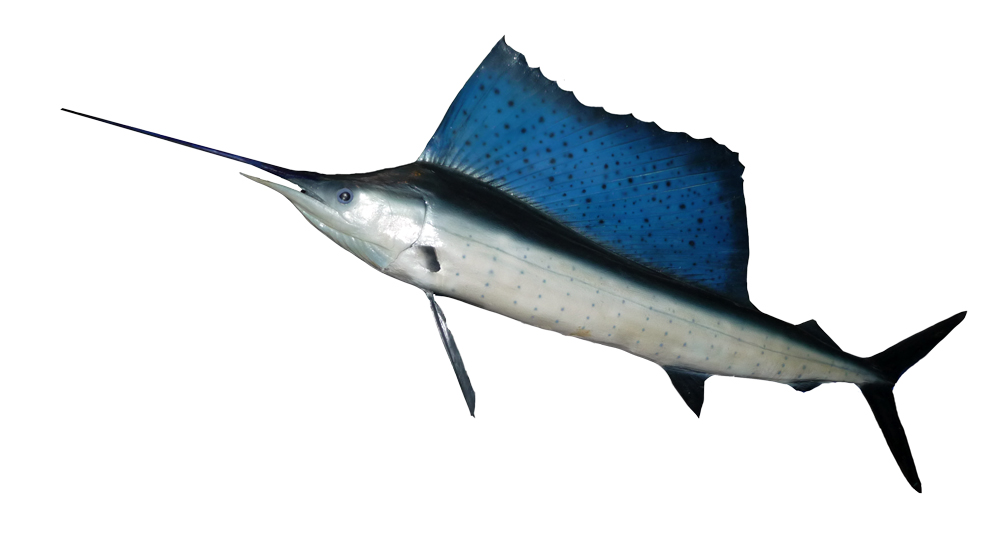
Cá cờ, giống như tất cả các loài cá mỏ dài, có một rostrum (bill) là phần mở rộng của xương hàm trên của chúng
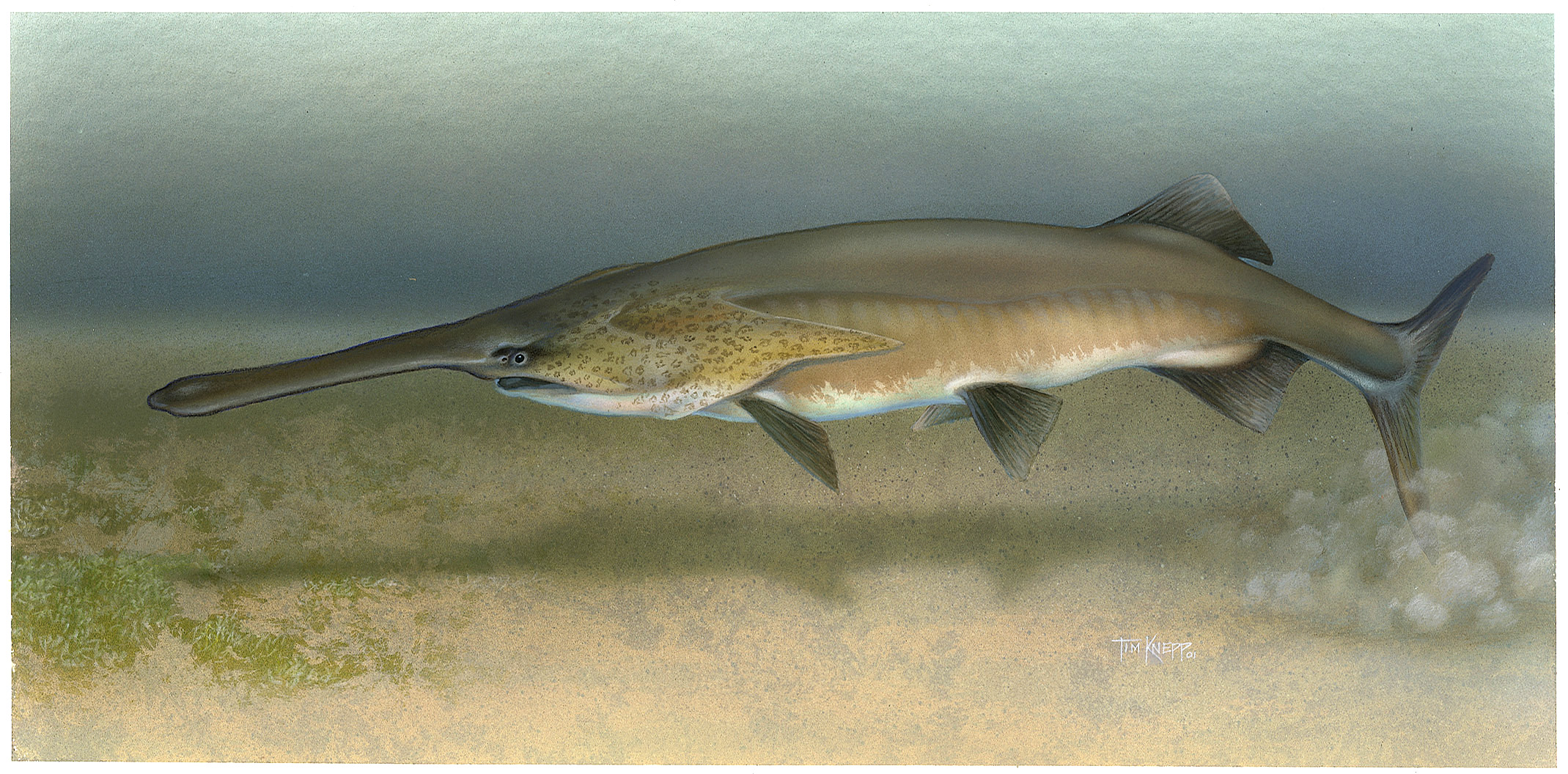
Cá mái chèo có một cái rostrum được đóng gói với chất bộ phận tích điện (electroreceptor)
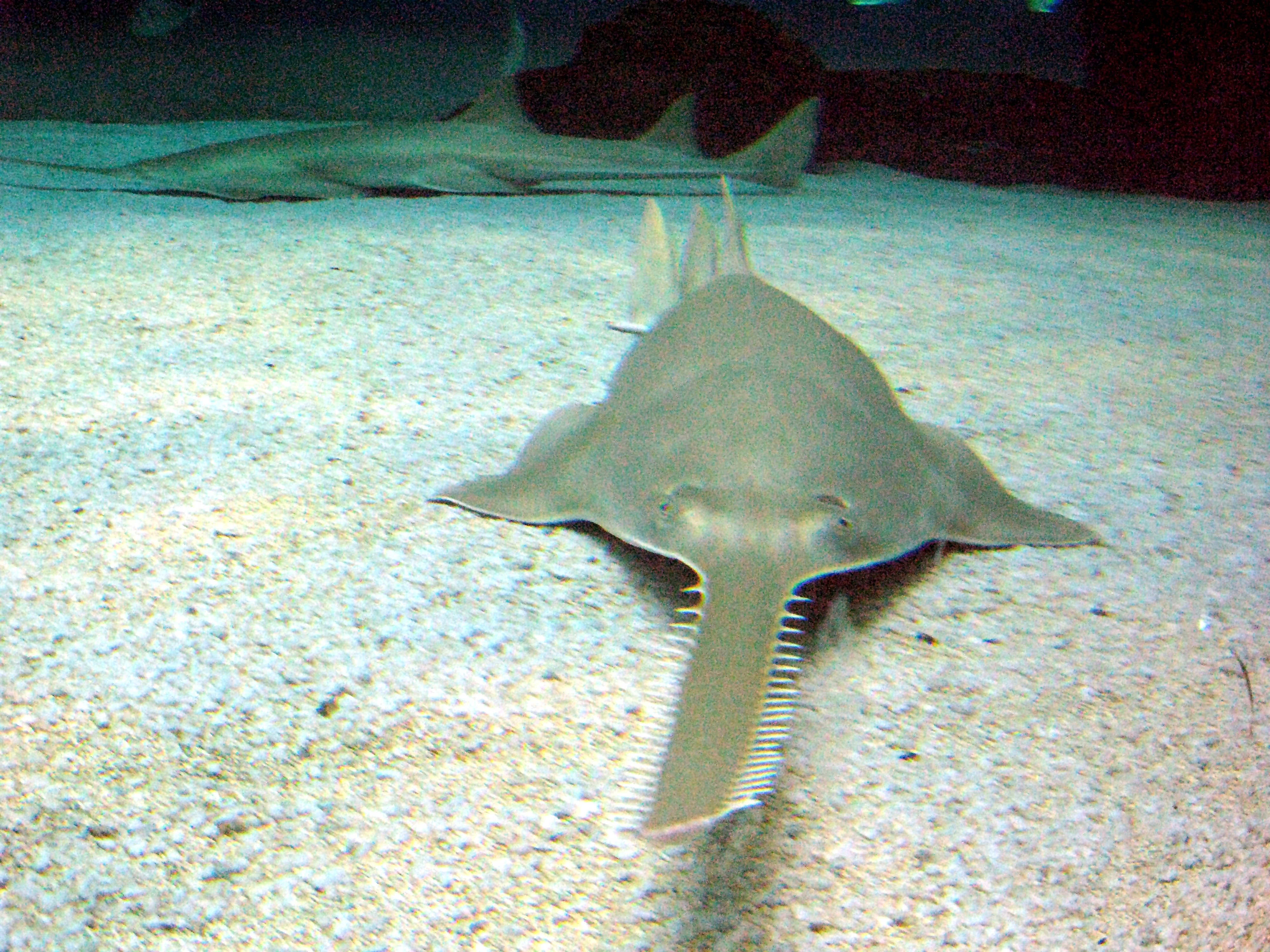
Sawfish có một rostrum nhạy cảm điện (cưa) cũng được sử dụng để chém con mồi